# クロアチア人の一覧
クロアチア人の一覧は、クロアチア出身者、クロアチア人、クロアチア系の人物を一覧にしたものである。

## ア行
- ミリヴォイ・アシュネル - 軍人
- マリオ・アンチッチ - テニス選手
- ドラジャン・イェルコヴィッチ - サッカー選手
- ゴラン・イワニセビッチ - テニス選手
- アリダ・ヴァリ - イタリア人の女優
- 石井慧 - 格闘家
- ヴァンナ - 歌手
- ゴラン・ヴィシュニック - 俳優
- アナ・ヴィドヴィッチ - ギタリスト
- ブランコ・ド・ヴーケリッチ - ジャーナリスト、ゾルゲ諜報団メンバー
- ドゥブラヴカ・ウグレシィチ - 作家
- マリヤ・ヴチコヴィッチ - 農業大臣
- セヴェリナ・ヴチュコヴィッチ - 歌手
- ラドヴァン・ヴラトコヴィッチ - ホルン奏者

## カ行
- ズラトコ・クラニツァール - サッカー選手
- ゼルグ・ガレシック - 総合格闘家
- ミロスラヴ・クルレジャ - 小説家・詩人・劇作家
- ミルコ・クロコップ（ミルコ・フィリポビッチ） - 格闘家・政治家
- イヴィツァ・コステリッチ - アルペンスキーヤー、ヤニツァの兄
- ヤニツァ・コステリッチ - アルペンスキーヤー、イヴィツァの妹
- ヤコヴ・ゴトヴァツ - 作曲家
- アンテ・ゴトヴィナ - 軍人
- サラ・コラク - 陸上競技選手

## サ行
- ブランコ・シカティック - キックボクサー
- ダリオ・シミッチ - サッカー選手
- ダヴォール・シューケル - サッカー選手
- ルドルフ・シュタイナー（ドイツ人）- アントロポゾフィーの創始者
- レオ・スターンバック - ベンゾジアゼピンを開発した化学者
- フランツ・フォン・ズッペー　- 作曲家
- アロイジエ・ステピナツ - カトリックのザグレブ大司教。福者
- サンディー・マートン（英語版） - ザグレブ出身の歌手・ソングライター。主にイタリアで活動していた。
- ズリーニ（ズリンスキ）家
  - ズリーニ・ミクローシュ（ニコラ・ズリンスキ）

## タ行
- マルコ・タイチェヴィチ - 作曲家
- スティーピ・ダービシュ - プロボクサー。WBA世界ライトヘビー級王者
- ヨシップ・ブロズ・チトー - 軍人・政治家
- マリン・チリッチ - テニス選手
- マルコ・ドムニャニチ（マルコ・ドミニス） - 哲学者
- ニコロ・トマセオ（ニッコロー・トンマセーオ、ニコラ・トマシチ） - 著作家
- トミスラフ・マリッチ  -  元サッカー選手。かつて浦和レッズ所属
- 2CELLOS(トゥーチェロズ)  - 2本のチェロだけでクラシックからポピュラー・ミュージックまでエキサイティングに演奏する。チェロ奏者

## ハ行
- バーンク・バーン - 貴族
- フィリップスベルクのフィリッポヴィチ男爵家 - ダルマチアの、ボスニア系のキリスト教徒の貴族
  - ヨーゼフ・フィリッポヴィッチ・フォン・フィリップスベルク - オーストリア軍人
  - フランツ・フィリッポヴィッチ・フォン・フィリップスベルク - オーストリア軍人
  - オイゲン・フィリッポヴィッチ・フォン・フィリップスベルク - 経済学・社会学者。ウィーン出身
- ブランカ・ブラシッチ - 陸上競技選手
- ダヴィッド・フランクフルター（ダーヴィト） - スイスのナチ指導者、ヴィルヘルム・グストロフを暗殺した人物
- フランゲパーン（フランコパン）家
- ロベルト・プロシネチキ - サッカー選手
- ダルマチアのヘルマン - 1143年完成のラテン語訳クルアーンの作成者の一人
- マルコ・ペルコヴィッチ - 歌手。ロック・バンド、トンプソンのリーダー
- サンドラ・ペルコビッチ - 陸上競技選手。
- ロヴロ・ポゴレリチ：ピアニスト、父親がクロアチア人。イーヴォ・ポゴレリチは、実兄。
- ズボニミール・ボバン -  元サッカー選手
- イヴィッツァ・バルバリッチ -  元サッカー選手、サッカー指導者。

## マ行
- イヴァン・マジュラニチ - 詩人
- ロヴロ・フォン・マタチッチ
- マイク・マティアビッチ - アメリカのハードロックバンド・スティールハートのヴォーカリスト
- イバ・マヨリ - テニス選手
- シニシャ・ミハイロヴィチ - サッカー選手
- マクシム・ムルヴィツァ（マキシム） - シベニク出身のピアニスト
- スティエパン・メシッチ - 政治家
- ルカ・モドリッチ - サッカー選手
- アンドリア・モホロビチッチ - 地震学者、気象学者

## ラ行
- ラヴォスラフ・ルジチカ（レオポルト・ルジチカ） - 化学者
- イワン・リュビチッチ - テニス選手
- ステファン・レコ - キックボクサー
- イーヴォ・ロビッチ - 歌手
- イヴァン・ラキティッチ - サッカー選手

## ワ行
- フェリックス・ワインガルトナー - 指揮者・作曲家

## 在外
- イヴァン・イリイチ：社会評論家、父親がクロアチア人。
- スティーヴン・コヴァセヴィチ：ピアニスト、父親がクロアチア人。
- エリック・バナ：オーストラリアの俳優、父親がクロアチア人。
- イーヴォ・ポゴレリチ：ピアニスト、父親がクロアチア人。

- マルコ・ポーロ：旅行家
- トミスラフ・マリッチ：ドイツ出身のサッカー選手。クロアチア系。
- スティーペ・ミオシッチ - クロアチア系アメリカ人の総合格闘家。
- パット・ミレティッチ - クロアチア系アメリカ人の総合格闘家。
- アルベルト・モラヴィア：イタリアの小説家。母方の祖先がダルマチア出身。